# Benidorm (plaats)

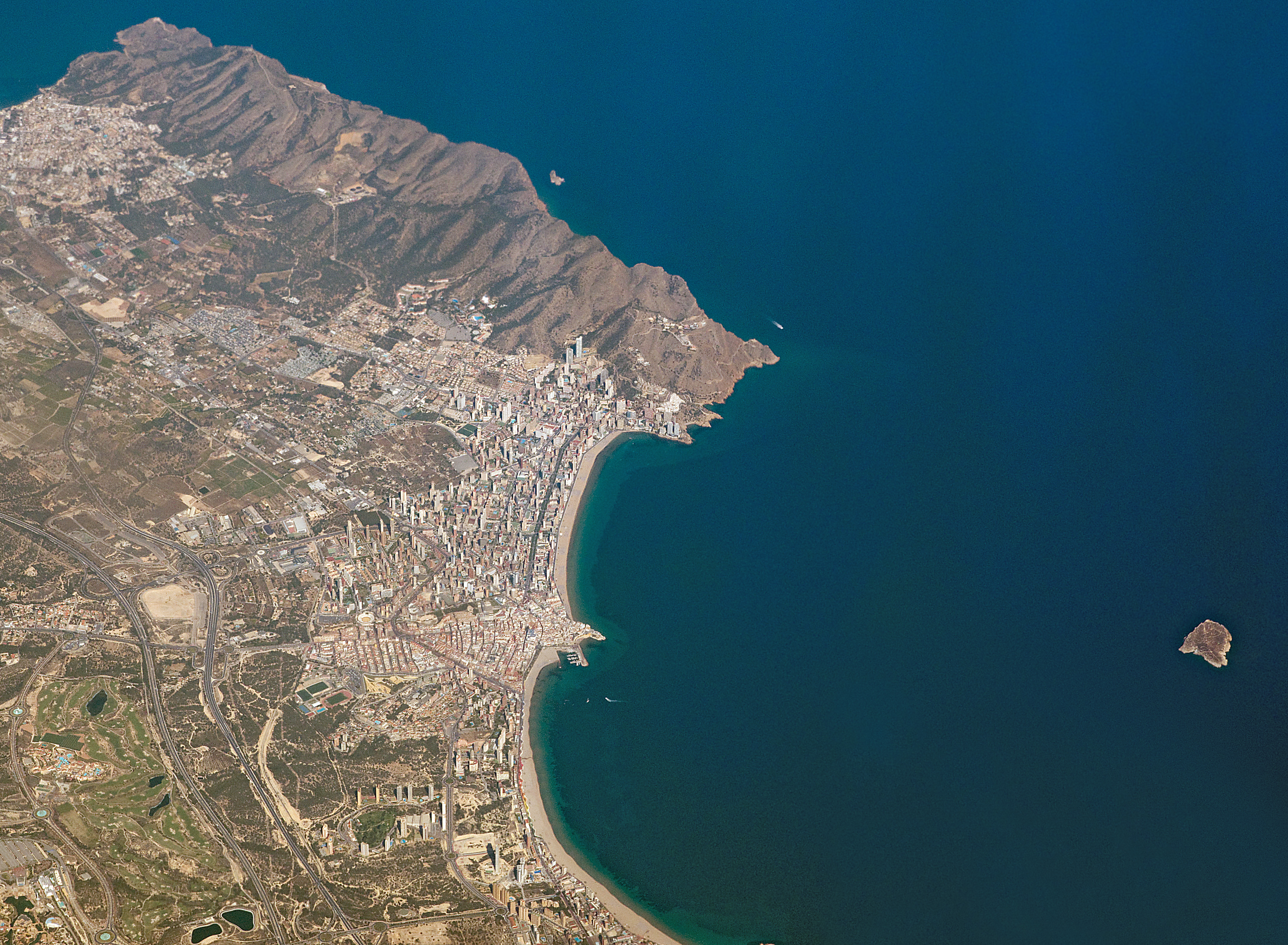
Benidorm en het Eiland van Benidorm vanuit de lucht, kijkend naar het oosten (mei 2018)

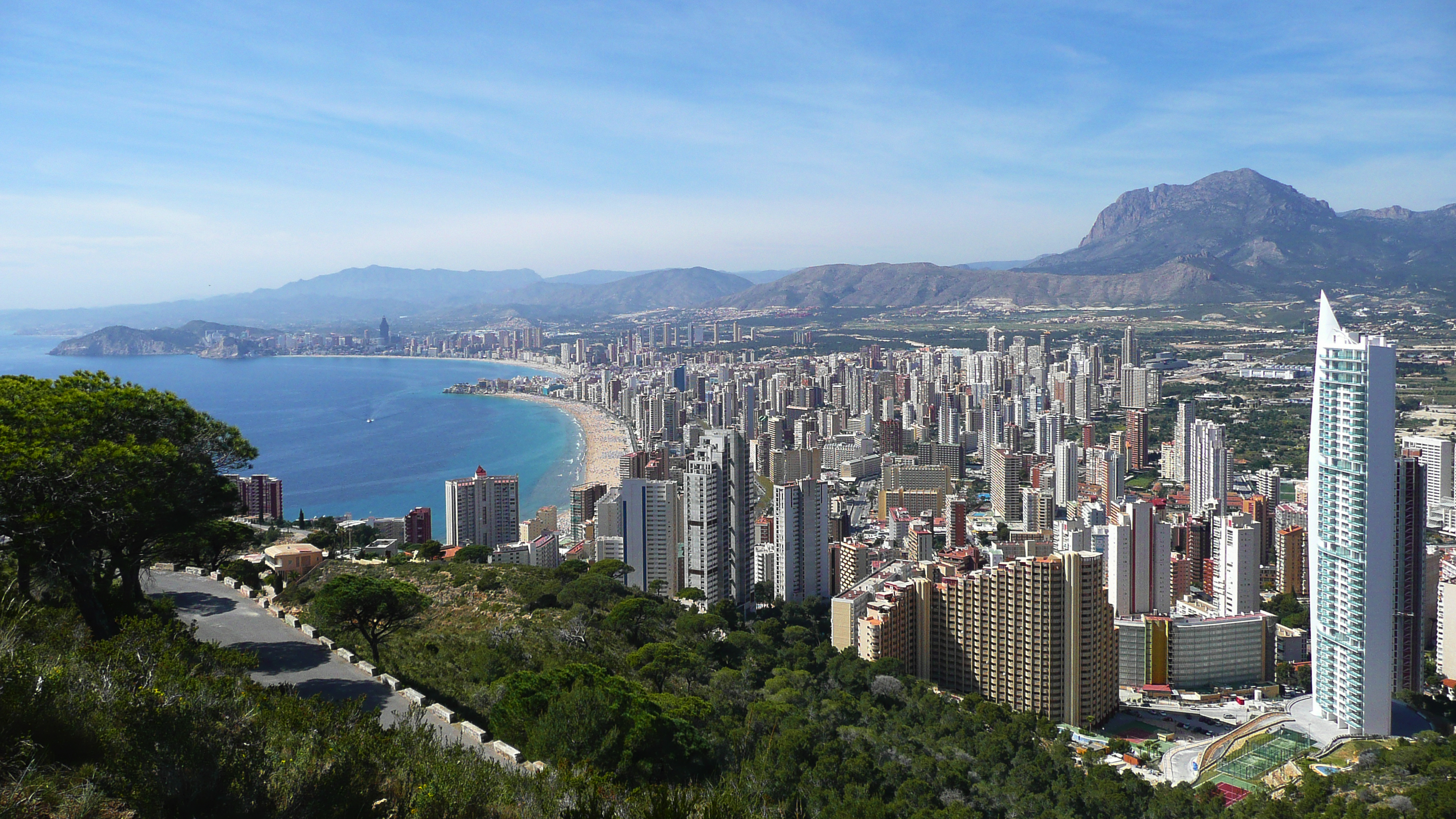
Benidorm, kijkend naar het westen

Benidorm is een badplaats aan de Spaanse kust, de Costa Blanca, op 41 kilometer van Alicante. De gemeente telt 66.642 inwoners (1 januari 2016). In het verleden was Benidorm een klein vissersdorpje. De stad is uitgegroeid tot een van de bekendste badplaatsen in Europa. De bevolking kan hierdoor in de zomer oplopen tot boven de 500.000 mensen.
Het historisch centrum van Benidorm ligt op een kaap die de twee grootste stranden scheidt. Dit zijn het Levante-strand (het "nieuwe" Benidorm) en het Poniente-strand (het "oude" Benidorm). Het historische centrum is het oude vissersdorp. Benidorm heeft een derde - kleiner - strand: Mal Pas.

## Toerisme
Benidorm is na Madrid en Barcelona de populairste toeristische trekpleister van Spanje. In België en Nederland is Benidorm vooral bekend als overwinterplaats voor ouderen. Vooral Nederlandse, Belgische, en Britse gepensioneerden brengen hier de winter door. 's Zomers daarentegen is Benidorm een populaire vakantiebestemming voor gezinnen en jongeren die komen genieten van het nachtleven. Benidorm bezit na Parijs het grootste aantal hotelbedden van Europa. Door het grote aantal hotels en appartementen heeft Benidorm het grootste aantal hoge gebouwen (door Emporis gedefinieerd als: 35 meter en hoger) naar bevolking ter wereld: gemiddeld is er voor elke 180 inwoners een gebouw van 35 meter of hoger. Door deze hoge gebouwen en het feit dat Benidorm in de zomer nooit slaapt wordt de stad ook weleens Beniyork genoemd.

## Klimaat
Zowel 's zomers als 's winters is het weer aangenaam in Benidorm, zo niet warm. Door de bergen achter de stad bereikt slecht weer Benidorm vaak niet. Benidorm is een van de droogste strandstreken van Europa.
| Maand                                  | jan  | feb  | mrt  | apr  | mei  | jun  | jul  | aug  | sep  | okt  | nov  | dec  | Jaar  |
| -------------------------------------- | ---- | ---- | ---- | ---- | ---- | ---- | ---- | ---- | ---- | ---- | ---- | ---- | ----- |
| Gemiddeld maximum (°C)                 | 16,2 | 17,4 | 19,3 | 21,4 | 24,4 | 27,9 | 30,7 | 31,5 | 28,9 | 24,8 | 20,6 | 17,5 | 23,4  |
| Gemiddeld minimum (°C)                 | 6,4  | 7,3  | 8,6  | 11,0 | 13,8 | 17,4 | 20,0 | 21,5 | 18,4 | 14,9 | 11,0 | 8,0  | 13,2  |
|                                        |      |      |      |      |      |      |      |      |      |      |      |      |       |
| Neerslag (mm)                          | 48,5 | 25,6 | 25,8 | 23,9 | 30,6 | 4,3  | 2,1  | 4,6  | 35,1 | 36,8 | 31,3 | 35,2 | 303,8 |
| Bron: Klimaat Benidorm (Weather-Atlas) |      |      |      |      |      |      |      |      |      |      |      |      |       |

## Demografische ontwikkeling
Bron: INE; 1857-2016: volkstellingen

## Bezienswaardigheden
In het historische centrum:

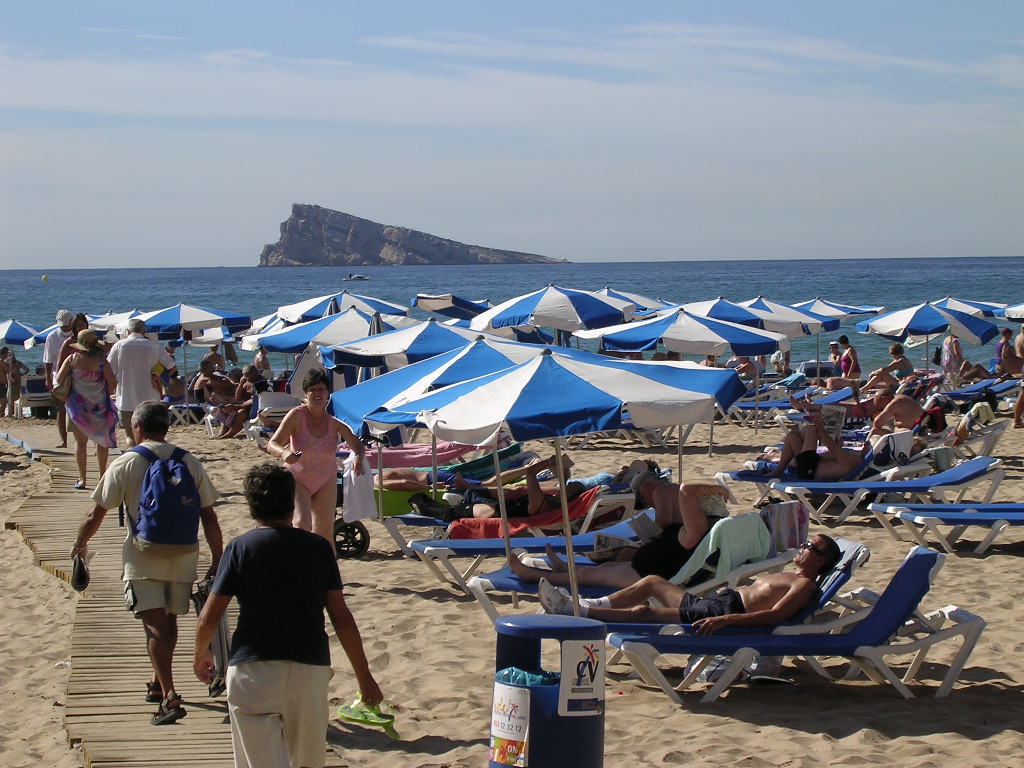
Strand met op de achtergrond het Eiland van Benidorm

- De 18e-eeuwse parochiekerk van San Jaime
- Het park L'Aigüera (ontworpen in neoklassieke stijl door architect Ricardo Bofill).

Overig:
- Aqualandia, Mundomar en Terra Mítica, grote pretparken die zeer populair zijn bij de toeristen.
- Nachtleven
- Het Eiland van Benidorm (Isla de Benidorm, ook wel Isla de los Periodistas), het eiland voor de kust. De volkstraditie beweert dat dit eiland ontstaan is uit het reusachtige stuk rots dat ontbreekt aan de top van de nabijgelegen berg Puig Campana. Op een oorlogstocht met Karel de Grote zou de stoutmoedige Roland met zijn zwaard een stuk uit de rots gehouwen hebben, dat van de berghelling afgleed en in zee terechtkwam en zo het huidige eilandje vormde.

## Sport
In 1992 werden in Benidorm de Wereldkampioenschappen wielrennen georganiseerd. De Italiaan Gianni Bugno won er de wegwedstrijd voor beroepsrenners. 
Agost · Agres · Aigües · Albatera · Alcalalí · Alcocer de Planes · Alcoleja · Alcoy · Alfafara · Algorfa · Algueña · Alicante · Almoradí · Almudaina · Altea · Aspe · Balones · Banyeres de Mariola · Benasau · Beneixama · Benejúzar · Benferri · Beniarbeig · Beniardá · Beniarrés · Benidoleig · Benidorm · Benifallim · Benifato · Benigembla · Benijófar · Benilloba · Benillup · Benimantell · Benimarfull · Benimassot · Benimeli · Benissa · Benitachell · Biar · Bigastro · Bolulla · Busot · Callosa d'en Sarrià · Callosa de Segura · Calp · Campo de Mirra  · Cañada· Castalla · Castell de Castells · Catral · Cocentaina · Confrides · Cox · Crevillent · Daya Nueva · Daya Vieja · Dénia · Dolores · El Campello · El Castell de Guadalest · El Ràfol d'Almúnia · El Verger · Elche · Elda · Els Poblets · Facheca · Famorca · Finestrat · Formentera del Segura · Gaianes · Gata de Gorgos · Gorga · Granja de Rocamora · Guardamar del Segura · Hondón de las Nieves · Hondón de los Frailes · Ibi · Jacarilla · Jávea · Jijona · L'Alfàs del Pi · L'Alqueria d'Asnar · L'Atzúbia · La Nucia · La Romana · La Vall d'Alcalà · La Vall d'Ebo · La Vall de Laguar · Llíber · Lorcha · Los Montesinos · Millena · Monforte del Cid · Monóvar · Murla · Muro de Alcoy · Mutxamel · Novelda · Ondara · Onil · Orba · Orihuela · Orxeta · Parcent · Pedreguer · Pego · Penàguila · Petrer · Pilar de la Horadada · Pinoso · Planes · Polop · Quatretondeta · Rafal · Redován · Relleu · Rojales · Sagra · Salinas · San Fulgencio · San Isidro · San Miguel de Salinas · San Vicente del Raspeig · Sanet y Negrals · Sant Joan d'Alacant · Santa Pola · Sax · Sella · Senija · Tàrbena · Teulada · Tibi · Tollos · Tormos · Torremanzanas · Torrevieja · Vall de Gallinera · Villajoyosa · Villena · Xaló